# سنان
سنان (به اسپانیایی: Senan, Tarragona) یک شهرستان در اسپانیا است که در کاتالونیا واقع شده‌است.

## خصوصیات
سنان ۱۱٫۷ کیلومترمربع مساحت و ۵۵ نفر جمعیت دارد و ۶۵۲ متر بالاتر از سطح دریا واقع شده‌است.